# Vaurseine

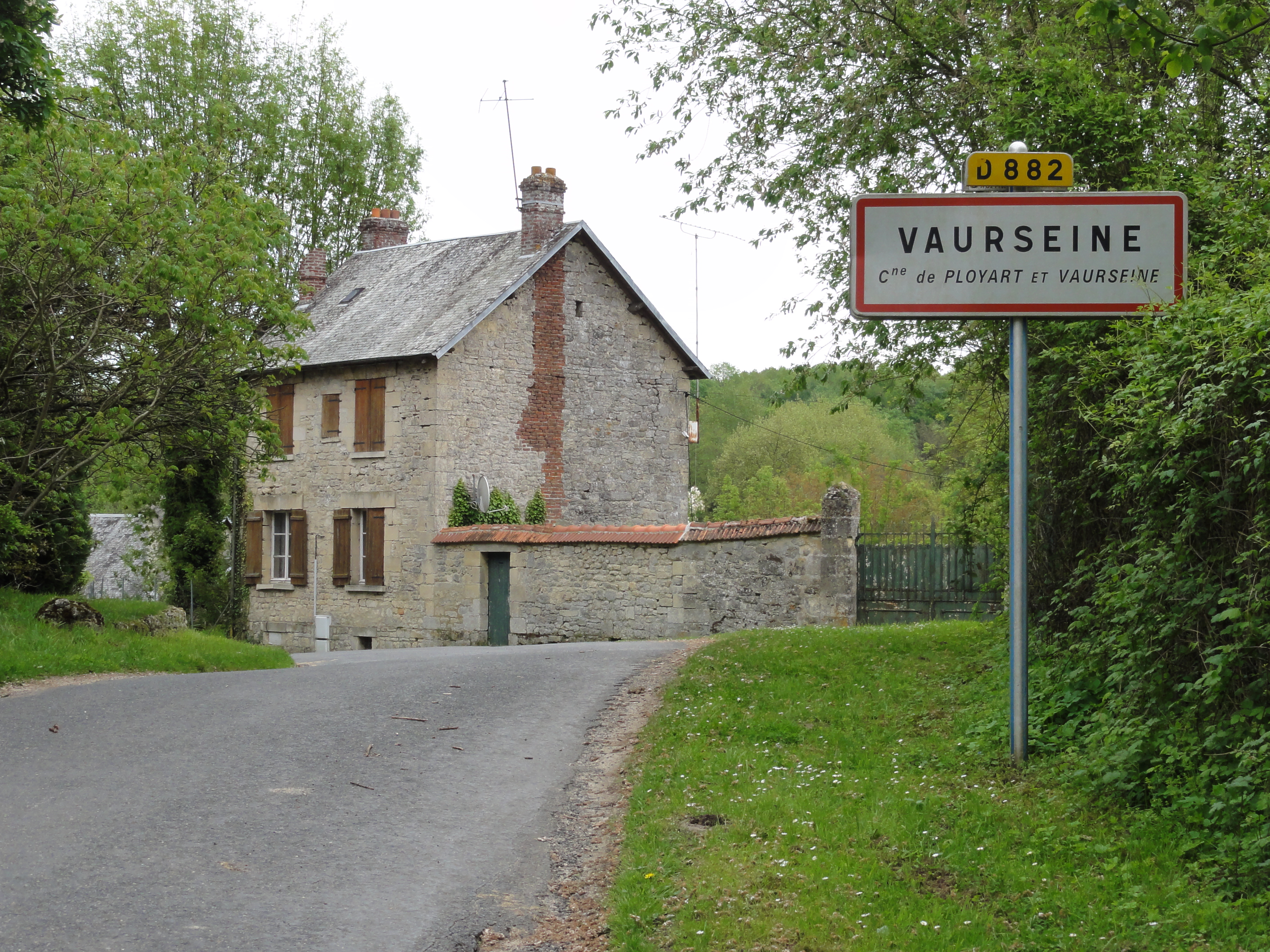
Ortseingangsschild

Vaurseine ist ein Ort in der Gemeinde Ployart-et-Vaurseine im Departement Aisne in Hauts-de-France. Die Einwohnerzahl liegt bei etwa 80. Aus dem Mittelalter stammt der Turm von Vaurseine.
Koordinaten: 49° 29′ 51,8″ N, 3° 44′ 11,5″ O